# Il pubblico
Il pubblico (El público) è un'opera teatrale del drammaturgo spagnolo Federico García Lorca. Scritta tra il 1929 e il 1930, la pièce ci è pervenuta solo in parte dato che i due manoscritti completi sono andati perduti e tutto quello che rimane è una bozza a cui manca l'ultimo atto. L'opera fu considerata irrapresentabile e annoverata tra le "comedias imposibles" di Lorca, sia per gli elementi drammaturgicamente metateatrali e modernisti che per la rappresentazione del tema dell'omosessualità. Il pubblico è andato in scena in prima assoluta all'Università di Porto Rico nel 1978, quasi cinquant'anni dopo essere stata scritta.

## Trama
Il dramma non presenta una trama lineare, ma un insieme di situazione che riflettono sulla natura del teatro e del desiderio. Un regista che sta per portare in scena Romeo e Giulietta viene interrogato da tre uomini barbuti ma vestiti da donna sulla sincerità della tragedia di Shakespeare e lo avvertono che solo nella tomba Romeo troverà il suo vero sesso. Da qui, una serie di situazioni e vignette surrealiste si dipano nell'investigare la sessualità umana partendo dall'omosessualità maschile e femminile fino ad arrivare ad impulsi più violenti e sregolati come la zoofilia e la pedofilia. Particolarmente ricorrente è la figura dei cavalli, alcuni neri e altri bianchi, che ricordano con una nostalgia masochistica la violenza dell'uomo su di loro. Alla fine dell'opera il regista accetta la necessità di rompere ogni barriera architettonica del teatro e ogni struttura narrative e convenzionale nel dramma, ora inteso come "un circo di archi attraverso i quali il vento e la luna e le creature entrano ed escono senza trovare un posto dove riposare".

## Storia delle rappresentazioni
Per la sua natura surreale e la struttura modernista la pièce non è di facile rappresentazioni e le messe in scena sono state rade anche dopo il debutto teatrale dell'opera. La prima produzione fu allestita, nell'originale lingua spagnola, all'Università di Porto Rico per la regia Victoria Espinosa; la prima rappresentazione andò in scena il 14 febbraio 1978. Il debutto londinese avvenne un decennio più tardi, il 3 ottobre 1988, al Theatre Royal Statford East; il testo venne presentato in inglese in una traduzione di Henry Livings. Allestimenti americani sono andati in scena a Los Angeles (1989) e a New York (1998).
La prima italiana è andata in scena il 12 ottobre 1986 al Piccolo Teatro di Milano, in una produzione diretta da Lluís Pasqual i Sánchez e con le scenografie di Frederic Amat, Dante Ferrari e Fabià Puigserver. La stessa produzione è andata in scena anche al Teatro María Guerrero di Madrid nel gennaio 1987.